# Reparto de África

Mapa donde se muestra el reparto de África por las potencias europeas en 1913.
Alemania
Bélgica
España
Francia
Italia
Portugal
Reino Unido
Estados independientes

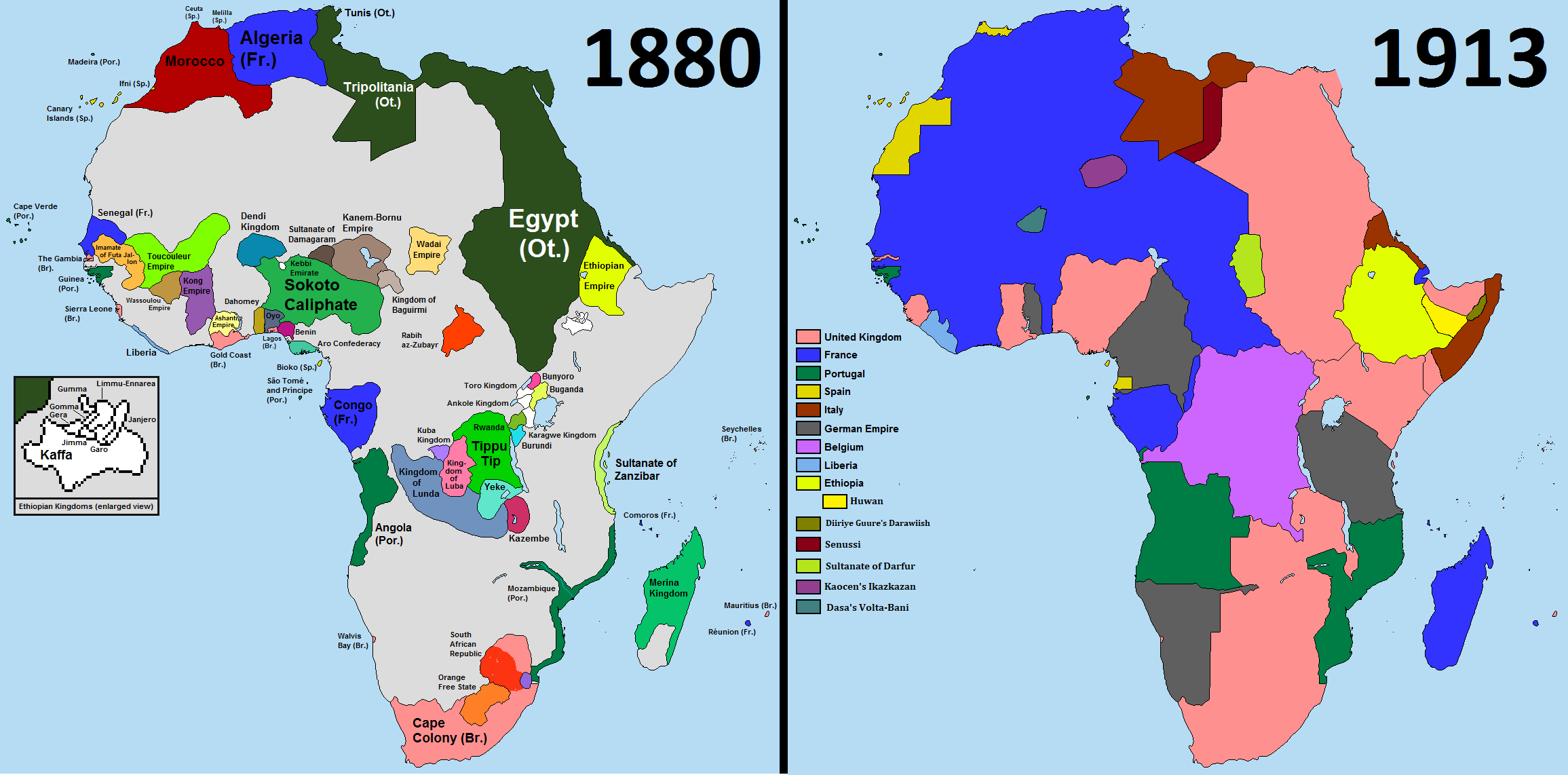
Comparación de África entre 1880 y 1913 (en inglés). El colonialismo europeo de África se intensificó tras la conferencia de Berlín (1884-85).

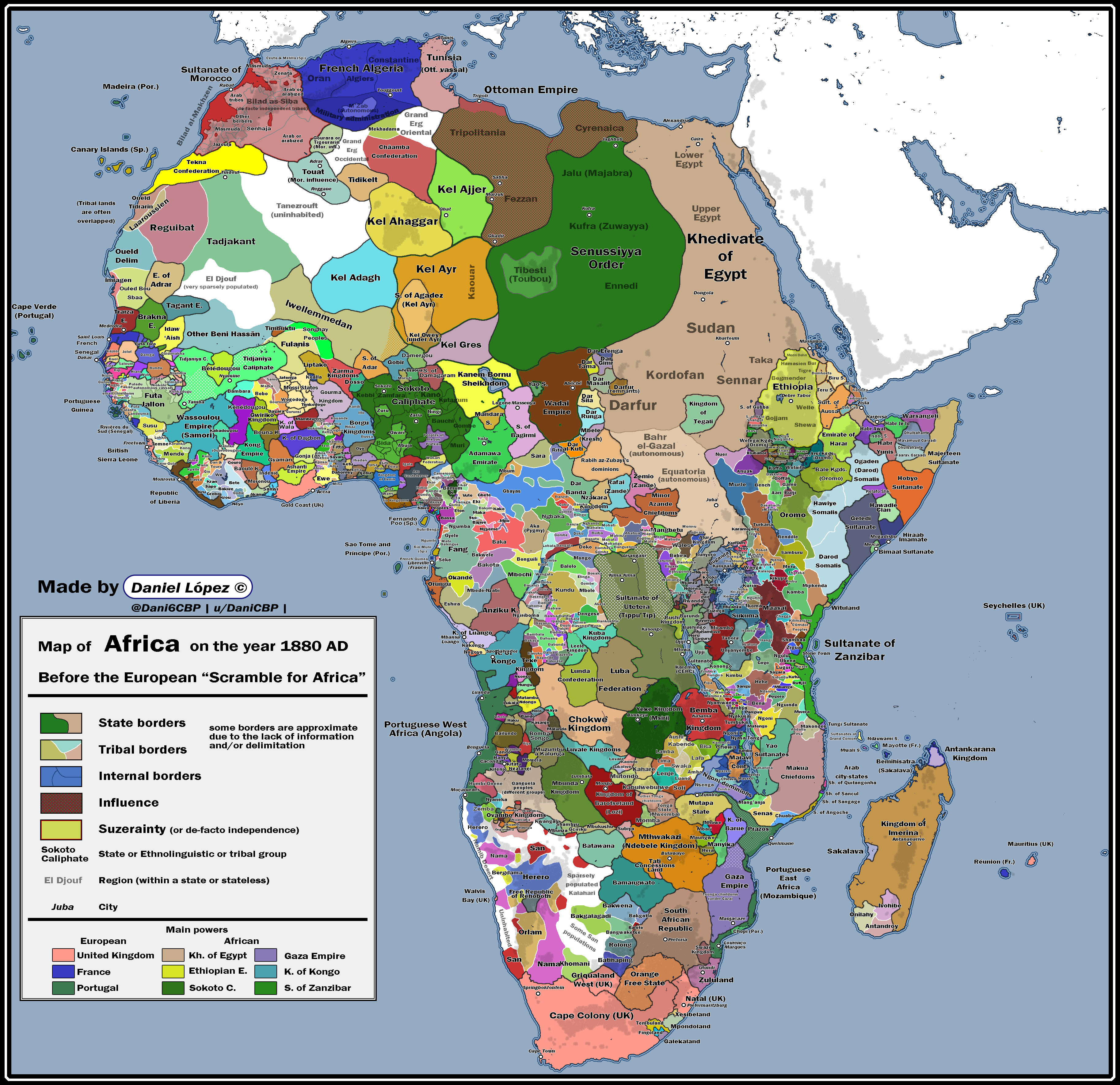
Mapa del continente en el año 1880, mostrando la situación inmediatamente anterior al reparto, apreciándose colonias ya existentes, estados y otros grupos de población.

El reparto de África, también conocido como carrera por África, lucha por África o conquista de África fue la invasión, ocupación, división y colonización de la mayor parte de África por parte de algunas de las potencias europeas durante un breve periodo conocido por los historiadores como el Nuevo Imperialismo (entre 1881 y 1914). El 10 % de África que estaba bajo control europeo formal en 1870 aumentó a casi el 90 % en 1914, siendo sólo Etiopía y Liberia independientes a esa altura.
La Conferencia de Berlín de 1884, que reguló la colonización y el comercio europeos en África, suele considerarse el punto de partida de la repartición de África. En el último cuarto del siglo XIX existían considerables rivalidades políticas y económicas entre los imperios europeos. El reparto de África se llevó a cabo en gran medida sin que los europeos entraran en guerra. En los últimos años del siglo XIX, las naciones europeas pasaron del "imperialismo informal" —es decir, el ejercicio de la influencia militar y el dominio económico— al dominio directo, dando lugar al imperialismo colonial.

## Apertura del continente

### Era de los descubrimientos

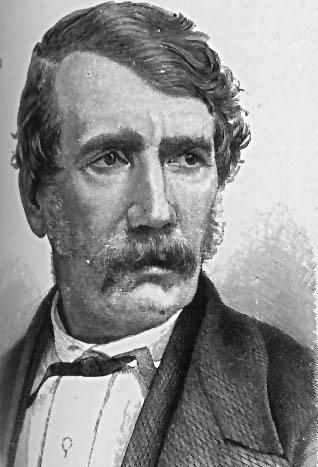
David Livingstone fue uno de los primeros europeos en explorar el interior de África.

La apertura de África a la exploración occidental y su explotación habían comenzado seriamente al final del siglo XVI. Hacia 1835, los europeos habían trazado mapas de la mayor parte del noroeste de África. Entre los exploradores europeos más famosos estaban David Livingstone, que trazó planos del vasto interior, y Alexandre de Serpa Pinto, quien la cruzó en una complicada expedición, trazando mapas del interior del continente. Arduas expediciones en las décadas de 1850 y 1860 por Richard Francis Burton, John Hanning Speke y James Augustus Grant descubrieron los grandes lagos centrales y el nacimiento del río Nilo. Para el final del siglo, los europeos habían cartografiado el Nilo desde su nacimiento, el recorrido del río Níger, los ríos Congo y Zambeze habían sido trazados, y el mundo había descubierto los grandes recursos de África.
De cualquier modo, en los comienzos de la lucha por la posesión de África, las naciones occidentales controlaban únicamente el 10 por ciento del continente. En 1875 los territorios controlados más importantes tanto por su extensión como por su riqueza eran Argelia, bajo el dominio de Francia; la Colonia del Cabo, controlada por el Reino Unido; y Angola, que estaba dominada por Portugal.
Los adelantos tecnológicos, facilitaron la expansión a grandes distancias. La industrialización provocó rápidos avances en transporte y comunicaciones, especialmente en la navegación con vapor, ferrocarriles y telégrafos. Los avances médicos también fueron de importancia, en especial las medicinas para enfermedades tropicales. El desarrollo de la quinina, un efectivo tratamiento contra la malaria, permitió que la vasta región de los trópicos pudiera ser accesible para los europeos.

## Causas de la disputa

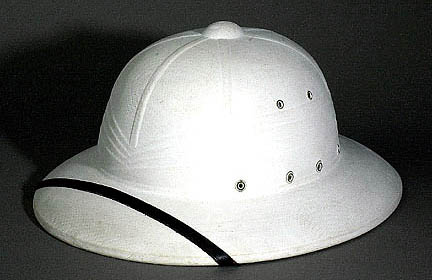
El casco colonial es un icono del colonialismo de las áreas tropicales del planeta.

### África y los mercados globales
El África subsahariana, una de las últimas regiones del mundo en gran parte sin afectar por el "imperialismo informal" y la "civilización", también resultaba atractiva para las potencias europeas por razones económicas y raciales. Durante una época donde la balanza comercial de Gran Bretaña mostraba un creciente déficit, con los mercados continentales encogiéndose y cada vez más proteccionistas debido a la Gran Depresión entre los años 1873 y 1896, África ofrecía al Reino Unido, Alemania, Francia y otros países un mercado abierto del que se cosecharía un gran excedente: un mercado que comprara más de la metrópoli de lo que vendía en total. El Reino Unido, al igual que la mayoría de los otros países industriales, había empezado a tener un desfavorable balance de comercio (que era contrarrestado, de todos modos, por el ingreso de las inversiones de sus colonias).

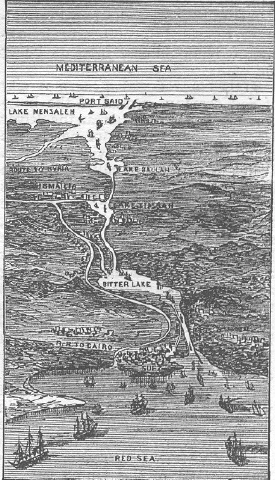
Dibujo del canal de Suez realizado en 1881. El canal era una de las grandes ambiciones europeas para ampliar sus mercados a nivel global.

Debido a que el Reino Unido se desarrolló como la más importante nación postindustrial del mundo, los servicios se convirtieron en un importante sector de su economía. Las exportaciones financieras, como se mencionó, mantenían a la economía del Reino Unido en pie, especialmente las inversiones capitales fuera de Europa, particularmente para el desarrollo de mercados abiertos en África (predominantemente asentamientos coloniales), el Medio Oriente, el sur y sureste de Asia y Oceanía.
Además, el capital excedente era por lo general más rentable al invertirse en el extranjero, donde la mano de obra barata, la limitada competencia y abundantes materias primas hacían una mayor ganancia posible. Otro aliciente para el imperialismo, desde luego, fue la demanda de recursos no disponibles en Europa, especialmente cobre, algodón, caucho, té y hojalata, recursos a los que los consumidores europeos se habían acostumbrado y de los que la industria del Viejo Continente se había vuelto dependiente.
De cualquier manera, en África —excluyendo a lo que se convertiría en la Unión Sudafricana en 1909— la cantidad de capital invertido por los europeos era relativamente baja, comparada con otros países, antes y después de la Conferencia de Berlín. En consecuencia, las compañías implicadas en el comercio tropical africano eran relativamente pocas, aparte de la Compañía Minera De Beers de Cecil Rhodes. Estas observaciones pueden restar mérito de los argumentos pro-imperialistas de algunos lobbies (grupos de presión) coloniales como el Alldeutscher Verband, o como Francesco Crispi o Jules Ferry, que argumentaban que algunos mercados protegidos en África resolverían los problemas de precios bajos y sobreproducción causados por los mercados continentales en disminución. No obstante, de acuerdo con la clásica tesis de John A. Hobson, expuesta en su obra Imperialismo de 1902, que influiría en autores tales como Lenin, León Trotski o Hannah Arendt, esta disminución en los mercados continentales fue un factor clave en el nuevo periodo neoimperialista a nivel global. Historiadores posteriores han notado que tales estadísticas solo opacaron el hecho de que el control formal del África tropical tenía gran valor estratégico en una era de rivalidad imperial, mientras el Canal de Suez ha permanecido como una localización estratégica. La Fiebre del oro de Witwatersrand de 1886, que llevó a la fundación de Johannesburgo y fue un factor importante en la segunda Guerra de los Bóer

### Motivos

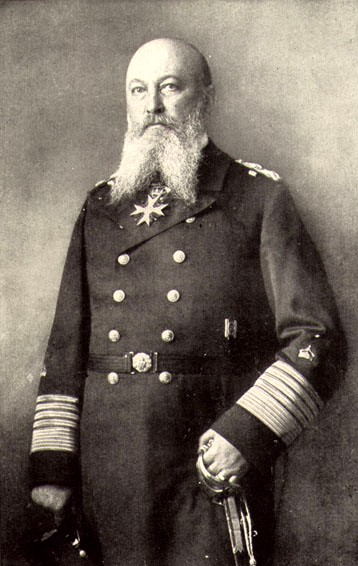
El Almirante Alfred von Tirpitz.

Mientras el África tropical no era una zona de grandes inversiones, otras regiones sí lo eran. El vasto interior, entre Sudáfrica, rica en oro y diamantes, y Egipto, tenía, no obstante, un valor estratégico importante para asegurar el flujo del comercio exterior. El Reino Unido de Gran Bretaña e Irlanda estaba de esta manera bajo intensa presión política, especialmente debido a partidarios del Partido Conservador, para proteger los mercados lucrativos en el Raj Británico (India), la dinastía Qing (China), y América Latina de los rivales usurpadores. De esta forma, proteger la importante vía marítima entre el este y el oeste (el canal de Suez) era crucial. La rivalidad entre el Reino Unido, Francia, Imperio alemán y las otras potencias europeas estuvo presente durante gran parte de la colonización. De este modo, mientras Alemania, que había sido unificada bajo el dominio de Prusia después de la Batalla de Sadowa en 1866 y la guerra franco-prusiana en 1870, difícilmente era una potencia colonial antes del periodo neoimperialista, y participaría ansiosamente en la disputa. Siendo un poder industrial en crecimiento que le pisaba los talones al Reino Unido, aún no había tenido la oportunidad de controlar territorios extracontinentales, principalmente debido a su tardía unificación, su fragmentación en varios estados, y su falta de experiencia en navegación moderna. Esto cambiaría bajo el liderazgo de Bismarck, quien implementó la Weltpolitik (política mundial) y, después de disponer las bases del aislamiento de Francia con la alianza entre el Imperio alemán y el Imperio austrohúngaro y más tarde con la Triple Alianza con Italia, exigió la conferencia de Berlín que fijó las reglas para un control efectivo de los territorios extranjeros. El expansionismo alemán conduciría al Plan Tirpitz, implementado por el Almirante von Tirpitz, quien también abogaría los Decretos de Flota en 1898, atractivo en una lucha armada con el Reino Unido. Para 1914, los Decretos le habían dado al Imperio alemán la segunda fuerza naval en el mundo (aproximadamente 20 % más pequeña que la Marina Real Británica). De acuerdo con von Tirpitz, esta agresiva política naval estaba respaldada más por el Partido Nacional Liberal de Alemania que por los conservadores, demostrando que los principales sostenes del imperialismo de las naciones europeas eran las crecientes clases burguesas.

#### LaWeltpolitik de Bismarck

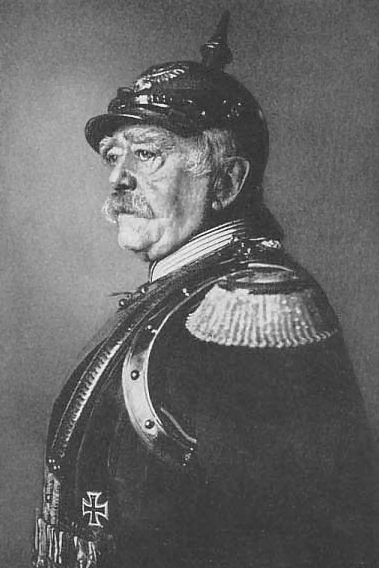
Otto von Bismarck fue un personaje importante en la disputa por África.

Alemania inició su expansión mundial en la década de 1880 bajo el liderazgo de Bismarck, alentado por la burguesía nacional. Algunos de ellos, diciendo ser del pensamiento de Friedrich List, defendieron la expansión en las Filipinas y en Timor; otros decidieron establecerse en Formosa (la actual Taiwán), etc. A fines de la década de 1870, estas voces aisladas empezaron a ser relevadas por una verdadera política imperialista, conocida como la Weltpolitik (política mundial), que fue respaldada por la tesis mercantilista. En 1881, Hübbe-Schleiden, un abogado, publicó Deutsche Kolonisation, la cual decía que "el fomento de una conciencia nacional demandaba una política exterior independiente". El pangermanismo fue así ligado a las jóvenes campañas imperialistas de la nación. Al principio de los años de 1880 se creó el Deutscher Kolonialverein, y tuvo su propia revista en 1884, la Kolonialzeitung. Este grupo colonial también fue relevado por el grupo nacionalista Alldeutscher Verband.
Así, Alemania se convirtió en la tercera potencia colonial en África, adquiriendo un imperio de 2,6 millones de kilómetros cuadrados en total y 14 millones de individuos, principalmente en sus posesiones africanas (África del Suroeste, Togolandia, Camerún y Tanganica). La disputa por África llevó a Bismarck a proponer la Conferencia de Berlín, que se realizaría entre 1884 y 1885. Después del Entente Cordiale de 1904 entre Francia y el Reino Unido, Alemania trató de aislar a Francia en 1905 con la Primera Crisis Marroquí. Esto llevó a la Conferencia de Algeciras en 1905, en la que la influencia de Francia sobre Marruecos fue compensada por el intercambio de otros territorios, y luego a la Crisis de Agadir, o Segunda Crisis Marroquí, en 1911. Junto con el Incidente de Fachoda de 1898 entre Francia y el Reino Unido, esta sucesión de crisis internacionales prueba la amargura de la lucha entre los diferentes imperios, que finalmente llevó a la Primera Guerra Mundial.

#### El conflicto de los imperialismos rivales
Mientras Pierre de Brazza estaba explorando el Reino del Congo para Francia, Henry Stanley también lo exploró a principios de los años de 1880 en nombre de Leopoldo II de Bélgica, quien obtendría su propio Estado Libre del Congo. Al pretender abogar humanitarismo y denunciar la esclavitud, Leopoldo II usó las tácticas más inhumanas para explotar sus recién adquiridas tierras. Sus crímenes fueron revelados en 1905, pero permaneció al mando hasta 1908, cuando fue obligado a ceder el control al gobierno belga. 

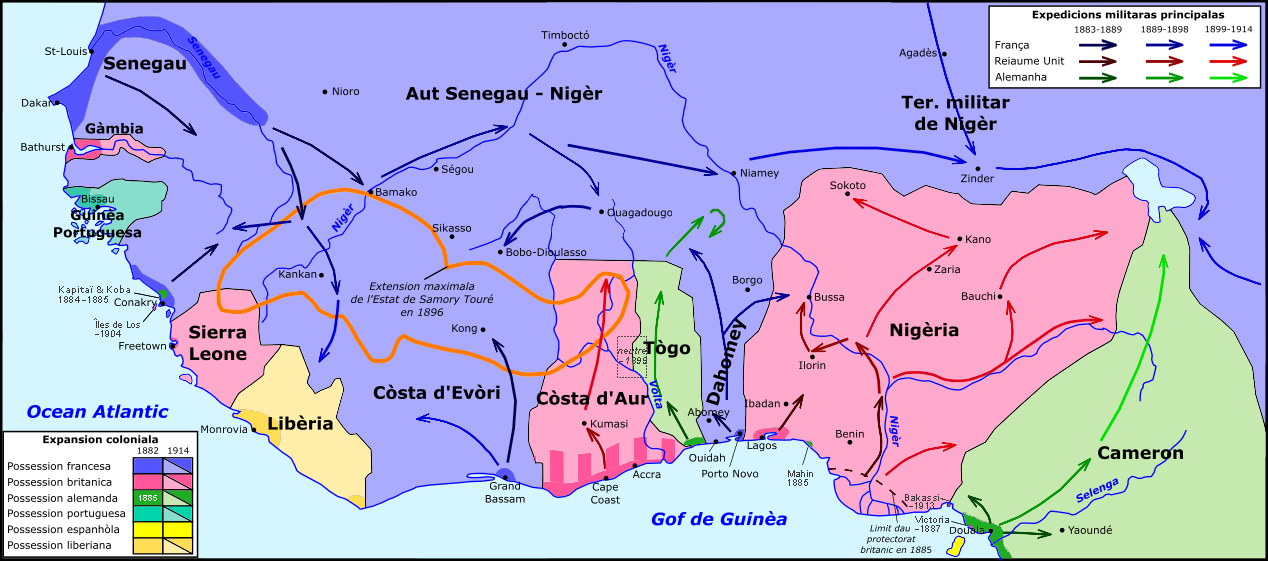
Colonización del África Occidental.

Francia ocupó Túnez en mayo de 1882 (y Guinea en 1884), que en parte convenció a Italia para unirse en 1882 a la Alianza Dual entre Alemania y el Imperio austrohúngaro, formando así la Triple Alianza. Ese mismo año, el Reino Unido ocupó el Egipto Otomano, que dominaba a Sudán y parte de Somalia tras la Guerra anglo-egipcia. En 1870 y 1882, el Reino de Italia tomó posesión de las primeras partes de Eritrea, mientras que Alemania declaró a Togolandia, Camerún y África del Sudoeste bajo su dominio en 1884. El África Occidental Francesa (AOF) fue fundada en 1895, y el África Ecuatorial Francesa (AEF), en 1910. 
El Reino de Italia continuó su conquista para ganar su "lugar bajo el sol". Después de la derrota en la primera guerra ítalo-etíope (1895-1896), adquirió la Somalia italiana en 1899 y toda Eritrea en ese mismo año. En 1911, se envolvió en una guerra con el Imperio otomano, en la que adquirieron Tripolitania y Cirenaica (la actual Libia). Enrico Corradini, quien financió la guerra en su totalidad, y más tarde unió su grupo al joven Partido Nacional Fascista (PNF), desarrolló en 1919 el concepto de Nacionalismo Proletario, imaginó legitimar el imperialismo del Italia con una sorprendente mezcla de socialismo con nacionalismo: "Debemos empezar por reconocer el hecho de que hay tanto naciones proletarias como clases proletarias; es decir, hay naciones cuyas condiciones de vida están sujetas... al modo de vida de otras naciones, como hay clases. Una vez que esto es comprendido, el nacionalismo debe insistir firmemente en esta verdad: Italia es, materialmente y moralmente, una nación proletaria". La segunda guerra ítalo-etíope en 1935 y 1936, ordenada por Mussolini, sería en realidad una de las últimas guerras colonizadoras, ocupando Etiopía durante cinco años, que había permanecido como el último territorio independiente de África. La guerra civil española, para algunos el inicio de la guerra civil europea, empezaría en 1936. 
Por otro lado, los británicos abandonaron su aislamiento en 1902 con la Alianza Anglo-Japonesa, que le permitiría al Imperio del Japón salir victorioso de su guerra contra Rusia (1904-1905). El Reino Unido firmó entonces el Entente cordiale con Francia en 1904, y, en 1907, la Triple Entente, que incluía a Rusia, así se opuso a la Triple Alianza que Bismarck había formado tan pacientemente.

#### La Sociedad Americana de Colonización y la fundación de Liberia
Los Estados Unidos tomaron parte, marginalmente, en esta empresa a través de la Sociedad Americana de Colonización (ACS), establecida en 1816 por Robert Finley. La ACS ofrecía la emigración a Liberia ("Tierra de los libres"), una colonia fundada en 1820, a algunos esclavos negros liberados; el esclavo emancipado Lott Carry se convirtió en el primer misionero americano en África. Este intento de colonización fue resistido por la gente nativa. 

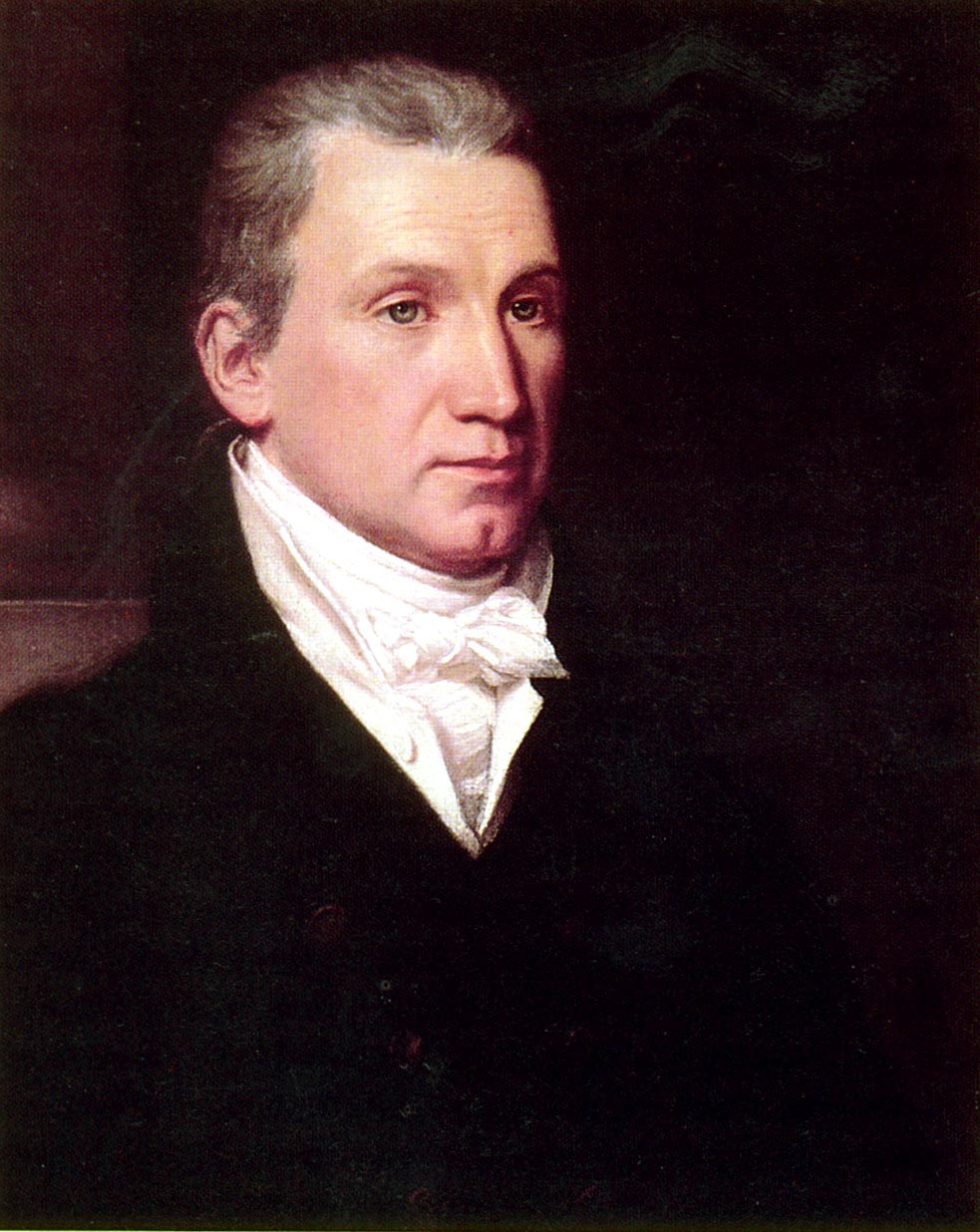
James Monroe fue el primer presidente de la Sociedad Americana de Colonización y quinto presidente de los Estados Unidos.

Liderados por los sureños de Estados Unidos, el primer presidente de la Sociedad Americana de Colonización fue James Monroe, de Virginia, quien se convirtió en el quinto presidente de los Estados Unidos de 1817 a 1825. De esta forma, uno de los principales partidarios de la colonización estadounidense de África fue el mismo hombre que proclamó, en su Discurso del Estado de la Unión de 1823, la opinión de que las potencias europeas ya no debían colonizar América o interferir con los asuntos de las naciones soberanas localizadas en América. A cambio, Estados Unidos planeaba permanecer neutral en las guerras entre potencias europeas y en guerras entre una potencia europea y sus colonias. Sin embargo, si estas guerras posteriores ocurrieran en América, los Estados Unidos verían tal acción como hostil hacia sí mismos. Este famoso estatuto es conocido como la Doctrina Monroe y fue la base de la neutralidad de Estados Unidos durante el siglo XIX.
Aunque la colonia de Liberia nunca se volvió tan grande como fue prevista, tan solo fue el primer paso en la colonización estadounidense de África, según sus primeros defensores. Así, Jehudi Ashmun, uno de los primeros líderes de la ACS, visualizó un imperio estadounidense en África. Entre los años de 1825 y 1826, hizo lo posible por arrendar, anexar o comprar tierras tribales a lo largo de la costa y cerca de importantes ríos que condujeran tierra adentro. Igual que su predecesor el teniente Robert Stockton, quien en 1821 estableció el sitio para Monrovia "persuadiendo" a un jefe local al que se referían como "Rey Peter" para que vendiera Cabo Montserado (o Mesurado) apuntando con una pistola a su cabeza, Ashmun estaba preparado para usar la fuerza para extender el territorio de la colonia. En un tratado de mayo de 1825, el "Rey Peter" y otros reyes nativos acordaron vender tierras a cambio de 500 barras de tabaco, tres barriles de ron, cinco barriles de pólvora, cinco paraguas, diez postes de acero y diez pares de zapatos, entre otros objetos. En marzo de 1825, la ACS inició una publicación trimestral, la Revista Colonial del Repositorio Africano, editada por el Rev. Ralph Randolph Gurley, quien encabezó la Sociedad hasta 1844. Concebido como el órgano promocional de la Sociedad, el Repositorio prometió tanto la colonización como a Liberia.
La Sociedad controló la colonia de Liberia hasta 1847 cuando, bajo la percepción de que los británicos se anexaran el asentamiento, Liberia fue proclamado un estado libre e independiente, convirtiéndose así en la primera nación africana descolonizada. Para 1867, la Sociedad había mandado más de 13 000 emigrantes. Después de la guerra civil estadounidense (1861-1865), cuando muchas personas de raza negra querían ir a Liberia, el soporte financiero para la colonización había disminuido. Durante sus últimos años la Sociedad se enfocó en proyectos educacionales y misioneros en Liberia más que en la emigración.

## Sucesión de crisis previas a la Primera Guerra Mundial

### La colonización del Congo

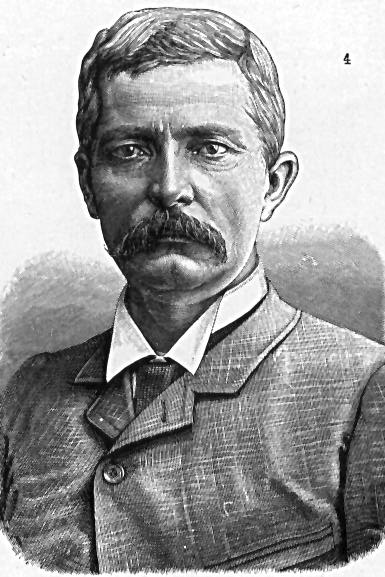
La exploración de Henry Stanley en el Congo fue muy importante para el rey Leopoldo II de Bélgica.

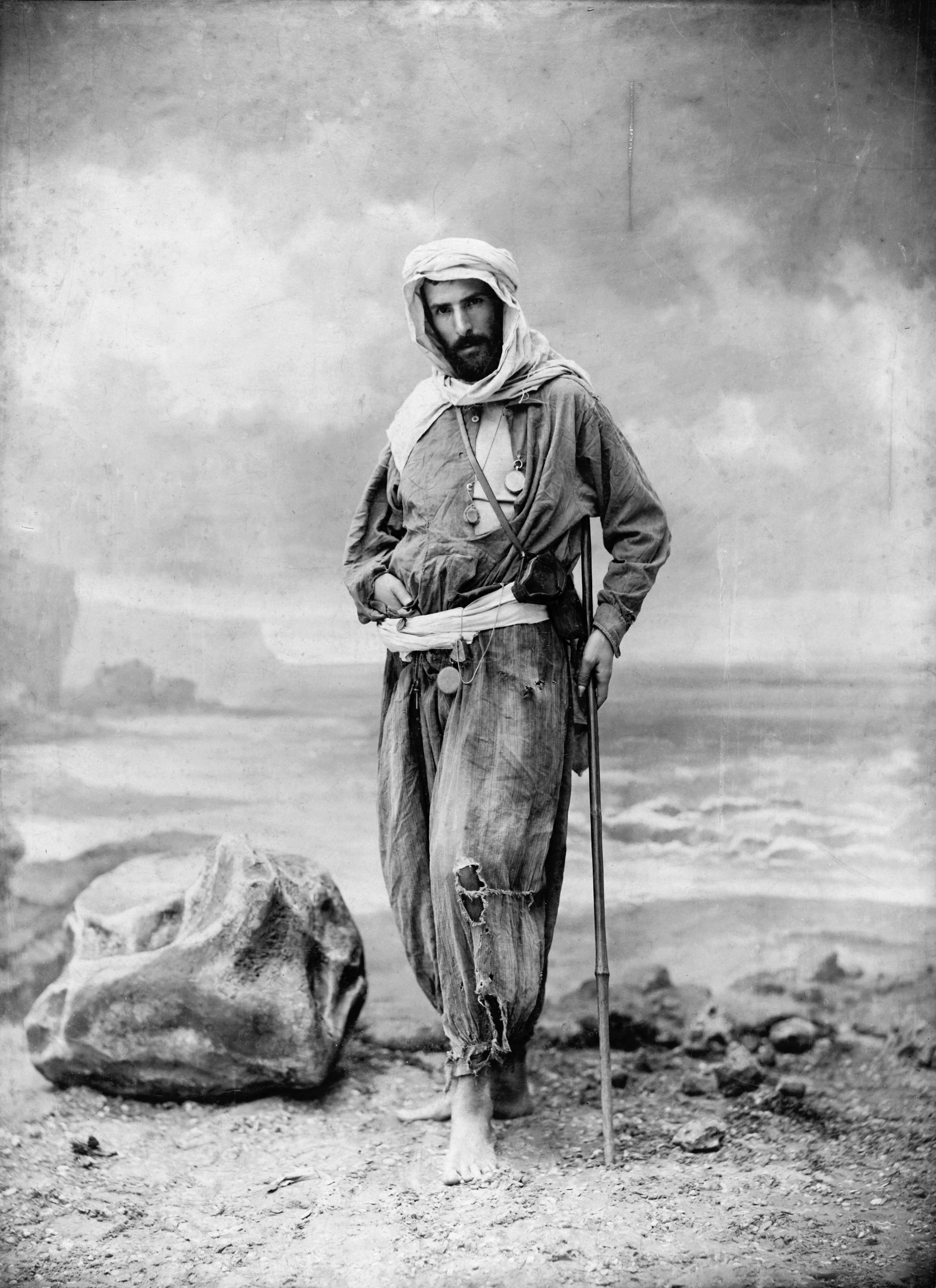
Pierre Savorgnan de Brazza reclamó la zona del Congo para Francia.

Las exploraciones de David Livingstone, continuadas por Henry Morton Stanley, excitaron la imaginación de los europeos. Pero al principio, las ostentosas ideas de colonización de Stanley encontraron poco apoyo debido a los problemas y a la escala de acción requerida, excepto por Leopoldo II de Bélgica, quien en 1876 había organizado la Asociación Internacional Africana. De 1879 a 1884, Stanley era enviado en secreto por Leopoldo II a la región del Congo, donde hizo acuerdos con varios jefes africanos a lo largo del río Congo y para 1882 tenía suficiente territorio para formar las bases del Estado Libre del Congo. Leopoldo II fue dueño oficial de la colonia desde 1885 y la explotó por su marfil y su caucho.
Mientras Stanley estaba explorando el Congo en nombre de Leopoldo II de Bélgica, el oficial de la marina francesa Pierre de Brazza viajó hacia la cuenca del Congo occidental y levantó la bandera francesa sobre la recién fundada Brazzaville en 1881, ocupando así la actual República del Congo. Portugal, que también reclamó el área debido a viejos tratados con el nativo Reino del Congo, hizo un tratado con el Reino Unido el 26 de febrero de 1884 para cortar el acceso al Atlántico de la Sociedad del Congo.
Para 1890 el Estado Libre del Congo había consolidado el control de su territorio entre Leopoldville y Stanleyville y estaba considerando abarcar el sur del río Lualaba en Stanleyville. Al mismo tiempo la Compañía Británica de Sudáfrica de Cecil Rhodes se estaba expandiendo hacia el norte desde el río Limpopo, y la atención se centraba en la tierra donde sus expansiones se encontrarían, Katanga, sitio del Reino de Yeke de Msiri. Además de ser el poder militar más fuerte del área, Msiri comercia grandes cantidades de cobre, marfil y esclavos, y rumores de oro llegaban a los oídos de los europeos. La disputa por Katanga fue un ejemplo perfecto del periodo. Rhodes y la Compañía Británica de Sudáfrica (BSAC) mandaron dos expediciones a Msiri en 1890 bajo el mando de Alfred Sharpe, quien fue desairado, y Joseph Thomson quien no logró llegar a Katanga. En 1891 Leopoldo mandó cuatro expediciones. La expedición Le Marinel solo pudo conseguir una carta. La expedición Delcommune fue desairada. La bien armada expedición Stairs tenía órdenes de tomar Katanga con o sin el consentimiento de Msiri; él se negó, fue fusilado, y la expedición le cortó la cabeza y la clavaron en un poste como una "lección barbárica" a la gente. La expedición Bia culminó la labor de establecer una administración y una "presencia policiaca" en Katanga.
El medio millón de kilómetros cuadrados de Katanga entraron en la posesión de Leopoldo II y formó parte de su reino africano de más de 2 300 000 km², alrededor de 75 veces el tamaño de Bélgica. El Estado Libre del Congo impuso tal régimen de terror en la gente colonizada, incluyendo asesinatos masivos con millones de víctimas, y trabajo de esclavitud, que Bélgica, bajo la presión de la Asociación de Reforma de Congo, terminó el mandato de Leopoldo II y lo anexó en 1908 como una colonia de Bélgica, conocida como el Congo Belga.

### El canal de Suez
Ferdinand de Lesseps había obtenido concesiones de Isma'il Pasha, el líder de Egipto, entre los años de 1854 a 1856, para construir el canal de Suez. Algunas fuentes estiman la fuerza de trabajo en 30 000 obreros, pero otros estiman que hasta 120 000 trabajadores murieron durante los diez años de la construcción debido a la desnutrición, fatiga y diferentes enfermedades, especialmente cólera. Poco después de haber sido terminado en 1869, Isma'il Pasha, el líder de Egipto, tomó prestadas grandes sumas de banqueros franceses e ingleses con grandes tasas de interés. Para 1875, estaba enfrentando dificultades financieras y fue obligado a vender su parte del canal de Suez. Estas partes fueron repartidas por el primer ministro del Reino Unido, Benjamin Disraeli, quien buscó darle a su país control práctico en el manejo de esta vía marítima estratégica. Cuando Isma'il Pasha se negó a reconocer la deuda externa de Egipto en 1879, Francia y el Reino Unido asumieron control financiero conjunto sobre el país, forzando al mandatario egipcio a abdicar. Las clases gobernantes egipcias aceptaron con agrado la intervención extranjera. La Revuelta de Urabi se desató contra el Jedive y la influencia europea en 1882, un año después de la Revuelta Mahdista. Muhammad Ahmad, quien se había autoproclamado el Mahdi, redentor del Islam, en 1881, lideró la rebelión y fue derrotado solo por Horatio Kitchener en 1898. El Reino Unido luego asumió la administración del país.

### La conferencia de Berlín

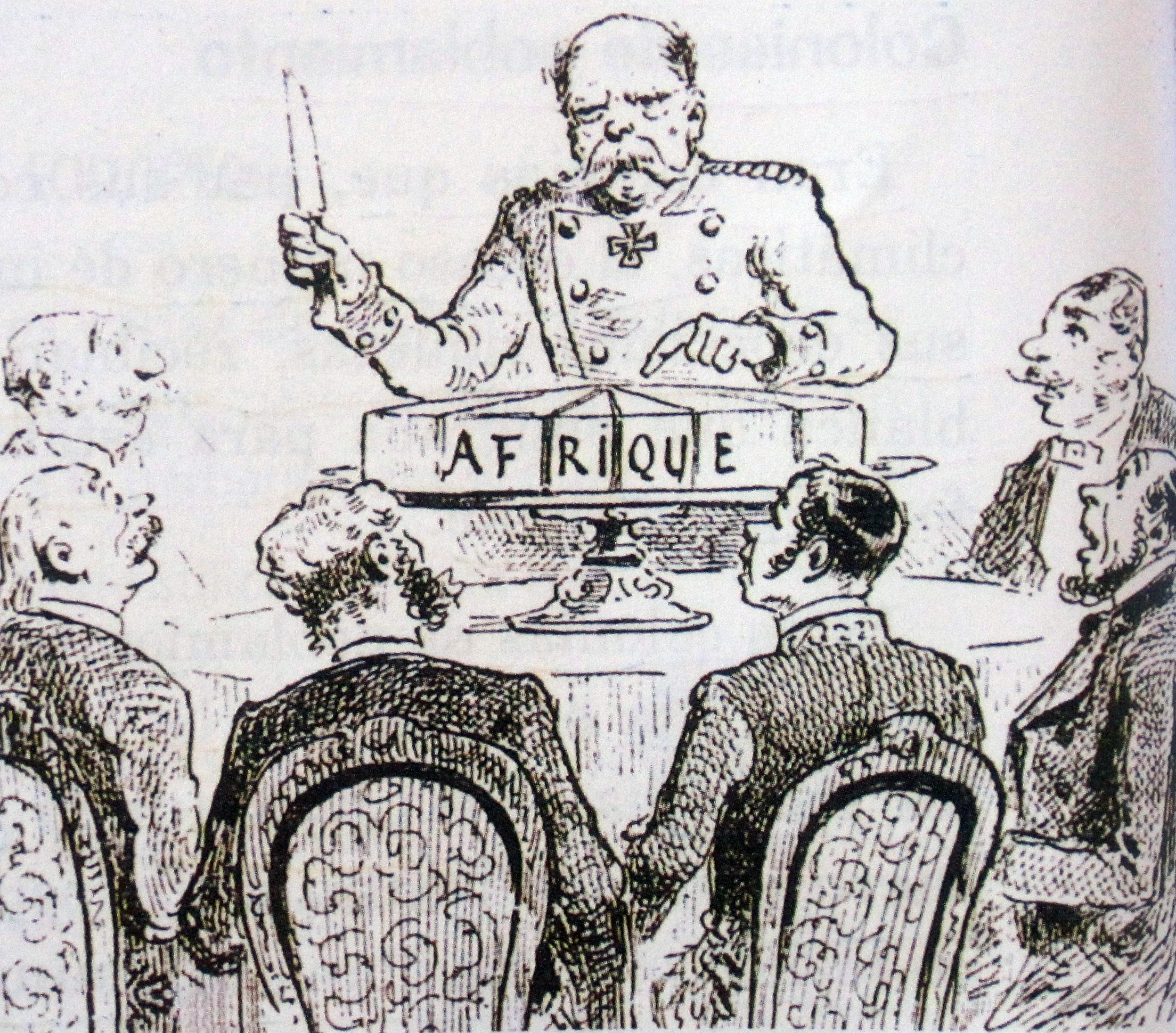
Caricatura sobre la conferencia de Berlín, 1885.

La ocupación de Egipto y la adquisición del Congo fueron los primeros acontecimientos importantes de lo que se convertiría en una precipitada disputa por el territorio africano. En 1884, Otto von Bismarck convocó a la conferencia de Berlín para discutir el problema de África. Los diplomáticos se enmascararon con una fachada humanitaria condenando el tráfico de esclavos, prohibiendo la venta de bebidas alcohólicas y armas de fuego en ciertas regiones, y expresando su preocupación por las actividades misioneras. Más importante, los diplomáticos en Berlín establecieron las reglas de competencia por las que las grandes potencias debían guiarse en su búsqueda de colonias. También acordaron que el área a lo largo del río Congo sería administrada por Leopoldo II de Bélgica como un área neutral, conocida como el Estado Libre del Congo, en la cual el comercio y la navegación serían libres. Ninguna nación reclamaría ningún territorio africano sin notificar sus intenciones a los demás países involucrados. Ningún territorio podría ser formalmente reclamado antes de ser eficazmente ocupado. No obstante, los competidores ignoraron las reglas cuando les era conveniente y en varias ocasiones la guerra era evitada por el presidente de los Estados Unidos.

### Ocupación británica de Egipto y Sudáfrica

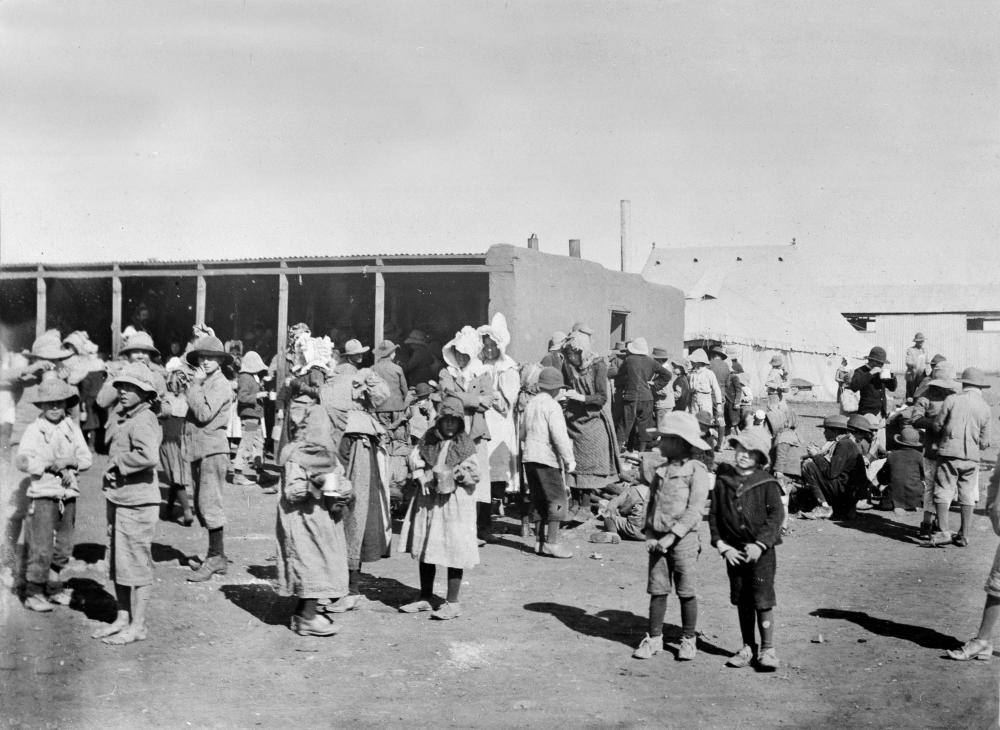
Niños y mujeres bóer en un campo de concentración durante la Segunda Guerra de los Bóer (1899-1902).

Las ocupaciones de Egipto y la Colonia del Cabo por parte del Reino Unido contribuyeron a la preocupación de asegurar el nacimiento del río Nilo. Egipto fue ocupado por las fuerzas británicas en 1882 (aunque no fue declarado formalmente un protectorado hasta 1914, y nunca fue propiamente una colonia); Sudán, Nigeria, Kenia y Uganda fueron subyugados en la década de 1890 y principios de la década de 1900; y en el sur, la Colonia del Cabo (adquirida en 1795) proveyó la base para la subyugación de los Estados africanos vecinos y los pobladores holandeses que habían abandonado el Cabo para evitar a los británicos y más tarde fundarían sus propias repúblicas. 
En 1877, Theophilus Shepstone anexó la República de Sudáfrica (o Transvaal, independiente de 1857 a 1877) a los dominios británicos. El Reino Unido consolidó su poder sobre la mayoría de las colonias de Sudáfrica en 1879 después de la guerra anglo-zulú. Los bóeres protestaron y en diciembre de 1880 se sublevaron, lo que llevó a la Primera Guerra de los Bóeres (1880-1881). El primer ministro británico William Gladstone firmó un tratado de paz el 23 de marzo de 1881, otorgándoles un gobierno libre a los Bóeres en Transvaal. La Segunda Guerra de los Bóeres se desarrolló entre 1899 y 1902; las repúblicas independientes de los Bóeres del Estado Libre de Orange y la República de Sudáfrica (Transvaal) fueron derrotadas esta vez y absorbidas por el Imperio británico.

### Incidente de Fachoda

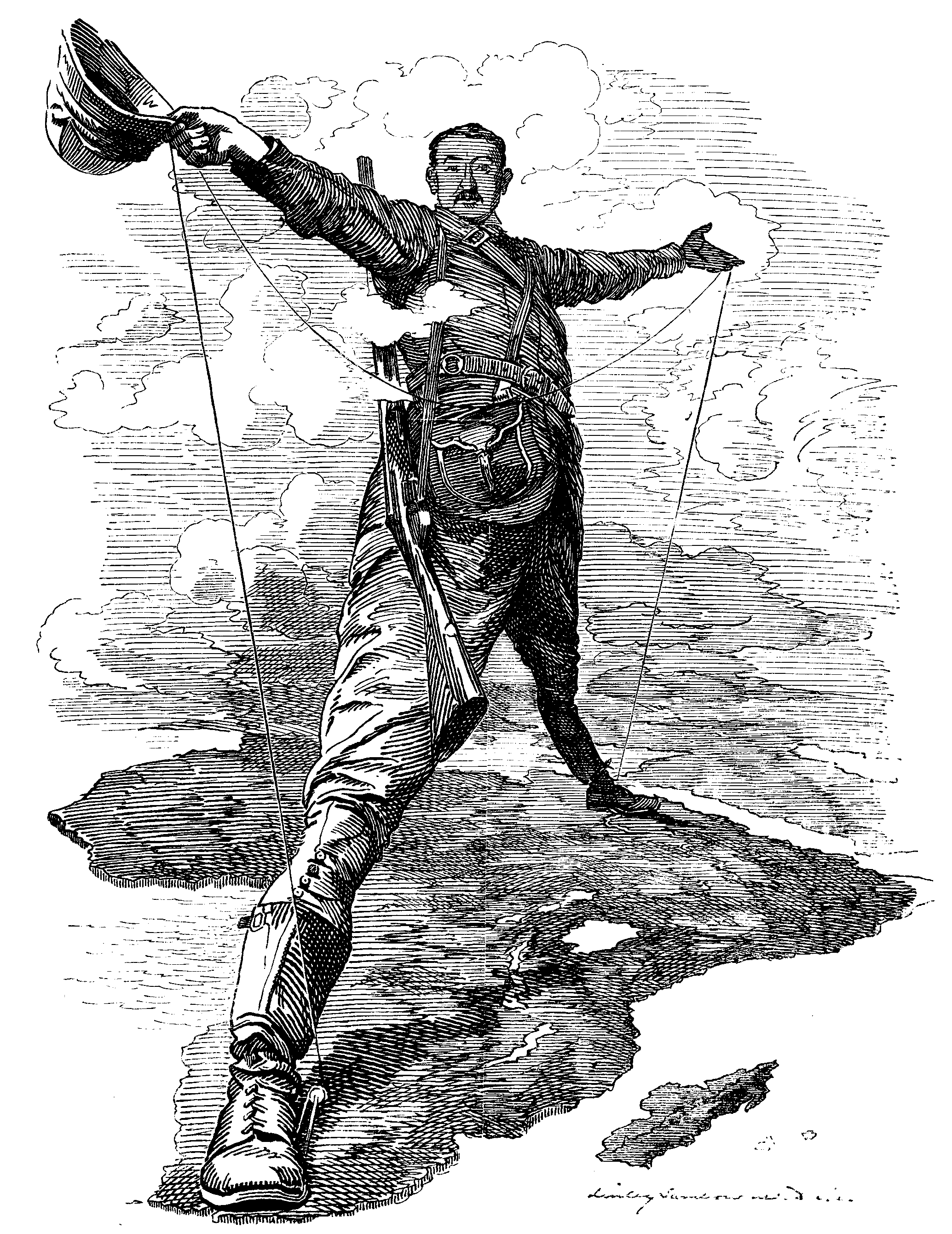
El proyecto del ferrocarril de El Cairo a Ciudad del Cabo de Cecil Rhodes. Fue el fundador de la Compañía Minera De Beers, una de las primeras compañías de diamantes, Rhodes era además el dueño de la Compañía Británica de Sudáfrica, que forjó a Rodesia por sí sola. Él quería "pintar el mapa de rojo (británico)", y declaró: "todas estas estrellas... estos vastos mundos que se mantienen fuera del alcance. Si pudiera, anexaría otros planetas".

El incidente de Fachoda de 1898 fue uno de conflictos cruciales en el camino para que Europa consolidara sus posesiones en el continente africano. Llevó al Reino Unido y a Francia al borde de la guerra, pero culminó en una gran victoria estratégica para el Reino Unido, y dispuso las bases para el Entente Cordiale de 1904 entre las dos naciones rivales. El conflicto provino de algunas batallas sobre el control de ciertas secciones del Nilo, lo que causó que el Reino Unido se expandiera hacia Sudán.
El avance francés hacia el interior de África fue principalmente desde África occidental (hoy en día Senegal) hacia el este, a través del Sahel a lo largo del borde sur del Sáhara, un territorio que hoy en día cubren Senegal, Malí, Níger y Chad. Su principal objetivo era tener una unión ininterrumpida entre el río Níger y el Nilo, controlando de esta forma todo el comercio de la región de Sahel, en virtud de su existente control sobre las rutas de caravanas que atravesaban el Sahara. Los británicos, por otra parte, querían enlazar sus posesiones en el África austral (actuales Sudáfrica, Botsuana, Zimbabue, Lesoto, Suazilandia y Zambia) con sus territorios en el África oriental (actual Kenia) y estas dos áreas con el nacimiento del Nilo. Sudán (que en esos días incluía a la actual Uganda) era obviamente la clave para la realización de estas ambiciones, especialmente desde que Egipto estuvo bajo el control británico. Esta "línea roja" a través de África fue hecha más famosa por Cecil Rhodes. Junto con Lord Milner (el ministro colonial británico en Sudáfrica), Rhodes abogó tal imperio de "Cabo a Cairo" uniendo con vías férreas el canal de Suez con la parte rica en minerales del sur del continente. Aunque obstaculizado por la ocupación alemana de Tangañica hasta el final de la Primera Guerra Mundial, Rhodes ejerció presión exitosamente en nombre de tan extenso imperio africano. 
Si se dibuja una línea desde Ciudad del Cabo hasta El Cairo (el sueño de Rhodes), y una de Dakar hasta el Cuerno de África (lo que es Etiopía, Eritrea, Yibuti y Somalia actualmente), (la ambición francesa), estas dos líneas se interceptarían en alguna parte del este de Sudán cerca de Fachoda, explicando su importancia estratégica. En resumen, el Reino Unido había buscado extender su imperio de África oriental continuamente de El Cairo al cabo de Buena Esperanza, mientras Francia buscaba extender sus propias posesiones de Dakar hasta Sudán, lo que le permitiría a su imperio abarcar el continente desde el océano Atlántico hasta el mar Rojo.
Un ejército bajo el mando de Jean-Baptiste Marchand llegó primero al fuerte estratégicamente localizado en Fachoda, seguidos muy de cerca por el batallón británico comandado por Lord Kitchener, comandante en jefe de la Armada Británica desde 1892. Los franceses se retiraron después de un empate, y continuaron presionando los reclamos en otros puestos de la región. En marzo de 1899 los franceses y los británicos acordaron que los nacimientos de los ríos Nilo y Congo marcaran la frontera entre sus dominios.

### Crisis marroquíes
A pesar de que la Conferencia de Berlín había establecido las normas para el reparto de África, no había ablandado a los imperios rivales. El Incidente de Fachoda de 1898, que había puesto a Francia y al Reino Unido al borde de una guerra, finalmente condujo a la firma del Entente Cordiale en 1904, que revirtió la influencia de varias potencias europeas. Como resultado, el nuevo poder alemán decidió poner a prueba la solidez de su influencia, usando el territorio de Marruecos como campo de batalla.

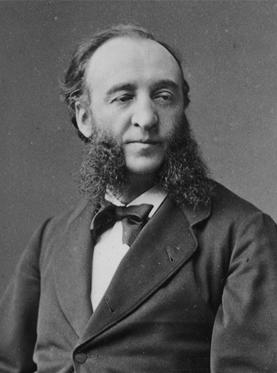
Jules Ferry, Republicano francés que, como Primer Ministro, dirigió las negociaciones que condujeron al establecimiento de un protectorado en Túnez (1881); preparó el tratado para la ocupación de Madagascar el 17 de diciembre de 1885; dirigió la exploración de las regiones del Congo y Níger; y organizó la conquista de Indochina. Renunció después del incidente de Tonkín en 1885.

Así, el 31 de marzo de 1905 el Káiser Guillermo II de Alemania visitó Tánger, en el norte de Marruecos, y dio un discurso en favor de la independencia de ese país, retando la influencia francesa en Marruecos. La influencia gala en Marruecos había sido reafirmada por el Reino Unido y España en 1904. El discurso del Káiser reforzó el nacionalismo francés y con apoyo británico el ministro de exteriores francés, Théophile Delcassé, tomó una actitud desafiante. La crisis alcanzó su auge a mediados de junio de 1905, cuando Delcassé fue forzado a salir del ministerio por Maurice Rouvier. Pero para julio de ese año Alemania estaba siendo apartada y los franceses accedieron a formar una conferencia para resolver la crisis. Antes de celebrar la conferencia, sin embargo, Alemania siguió movilizando reservas de su armada en diciembre y Francia moviendo tropas en las fronteras durante enero de 1906.
La conferencia de Algeciras de 1906 fue convocada para acabar con la disputa. De las trece naciones presentes, los representantes alemanes solo fueron apoyados por Austria-Hungría. Francia recibió el apoyo del Reino Unido, Rusia, Italia, España y los Estados Unidos de América. Los alemanes aceptaron finalmente un acuerdo, firmado el 31 de mayo de 1906, donde Francia cedía ciertos cambios domésticos en Marruecos pero retenía el control de las áreas clave. 
Sin embargo, cinco años después, la Segunda Crisis Marroquí (o Crisis de Agadir) fue iniciada por el despliegue del cañonero alemán Panther en el puerto de Agadir el 1 de julio de 1911. Alemania estaba comenzando a intentar sobrepasar la supremacía naval del Reino Unido, la marina británica tenía la norma de poseer un mayor tamaño que las dos siguientes flotas navales en el mundo combinadas. Cuando los británicos oyeron de la llegada del Panther a Marruecos, erróneamente creyeron que los alemanes querían convertir a Agadir en una base naval en el Atlántico.
El propósito del movimiento alemán era reforzar sus reclamaciones de compensación por haber aceptado el control francés del Reino de África del Norte, donde la supremacía de Francia había sido mantenida en la Conferencia de Algeciras. En noviembre de 1911 fue firmada una convención bajo la cual Alemania aceptaba la posición de Francia en Marruecos a cambio de territorios en la colonia del Congo Medio (hoy la República del Congo), localizada en el África Ecuatorial Francesa.
Subsecuentemente, Francia estableció un protectorado pleno sobre Marruecos (30 de marzo de 1912) y otro para España, terminando lo que quedaba de la independencia formal del país. Además, el apoyo británico para Francia durante las dos crisis marroquís reforzó la Entente entre ambos países y, sumado al distanciamiento anglo-germano, profundizó las divisiones que culminarían en la Primera Guerra Mundial.

## Encuentro colonial

### Conciencia y exhibiciones coloniales

#### El "lobby colonial"
En sus etapas iniciales el imperialismo era básicamente la acción de exploradores individuales y algunos mercaderes aventureros. Varios líderes políticos importantes como Gladstone se oponían a la colonización en sus primeros años. No obstante, durante su segundo mandato de 1880 a 1885 no pudo resistir el lobby colonial, y por ello no ejecutó su promesa electoral de retirarse de Egipto. Aunque Gladstone se oponía personalmente al imperialismo, las tensiones sociales causadas por la Gran Depresión lo hicieron cambiar a favor del jingoísmo: los imperialistas se habían convertido en los "parásitos del patriotismo". En Francia el político entonces Radical Georges Clemenceau también se oponía al imperialismo: pensaba que la colonización era un desvío de la "línea azul de los Montes Vosgos", que era el revanchismo y la urgencia patriótica de reclamar la región de Alsacia-Lorena que había sido anexada por el Tratado de Fráncfort de 1871. Clémenceau de hecho hizo caer al gabinete de Jules Ferry después del desastre de Tonkín de 1885. De acuerdo con el clásico de Hannah Arendt Los orígenes del totalitarismo (1951), esta ilimitada expansión de la soberanía nacional en territorios extranjeros contradecía la unidad de la nación-estado que le proveía la ciudadanía a su población. Así, una tensión entre la necesidad universal de respetar los derechos humanos de la gente colonizada, ya que debían ser considerados "ciudadanos" de la nación-estado, y los impulsos imperialistas para la desmedida explotación de las poblaciones consideradas inferiores empezó a surgir. Algunas voces en las metrópolis se opusieron a lo que consideraban como crueldad innecesaria de la administración colonial, descrita en la obra de Joseph Conrad El corazón de las tinieblas (1899)  —contemporáneo de La carga del hombre blanco de Rudyard Kipling— o en Viaje al fin de la noche de Louis-Ferdinand Céline (1932).
De esta manera, los lobbies fueron erigidos progresivamente para legitimar el reparto de África y otras aventuras expansivas en el extranjero. En Alemania, en Francia y en el Reino Unido, la burguesía empezó a demandar fuertes normas políticas exteriores para asegurar el crecimiento del mercado. En 1916, Lenin publicaría su famoso Imperialismo, fase superior del capitalismo para explicar este fenómeno. Aún en potencias menores, personas como Corradini empezaron a reclamar un "lugar en el sol" para las presuntas "naciones proletarias", reforzando el nacionalismo y el militarismo en un prototipo anticipado del fascismo.

#### Propaganda colonial y jingoísmo
Sin embargo, para el final de la Primera Guerra Mundial los imperios colonizadores se habían vuelto muy populares casi en todas partes: la opinión pública había sido convencida de las necesidades de un imperio colonial, aunque muchos de los metropolitanos nunca lo verían. Las exhibiciones coloniales habían sido instrumentales en este cambio de mentalidades populares provocado por la propaganda colonial, mantenida por el lobby colonial y por varios científicos. Así, la conquista de territorios fue inevitablemente seguida por exhibiciones públicas de los indígenas por motivos científicos y de ocio. Karl Hagenbeck, un comerciante alemán de animales salvajes y futuro empresario de muchos zoológicos de Europa, decidió de esta manera exhibir en 1874 a gente de Samoa y Saamis como poblaciones "puramente naturales". En 1876, mandó a uno de sus colaboradores al recientemente conquistado Sudán Egipcio para que consiguiera algunas bestias salvajes y Nubas. Presentados en París, Londres y Berlín, estos Nubas fueron un éxito. Tales "zoológicos humanos" podían encontrarse en Hamburgo, Amberes, Barcelona, Londres, Milán, Nueva York, Varsovia, etc., y entre 200 000 y 300 000 visitantes asistiendo a cada exhibición. Los Tuaregs fueron exhibidos después de la conquista francesa de Timbuctú (descubierto por René Caillé, disfrazado como musulmán, en 1828, que de esta forma ganó el premio ofrecido por la Société de Géographie francesa); los Malgaches después de la ocupación de Madagascar; las mujeres amazonas de Abomey después de la derrota mediática de Behanzin contra los franceses en 1894... No acostumbrados a las condiciones climáticas, algunos de los indígenas exhibidos murieron, como unos Galibis en París en 1892.

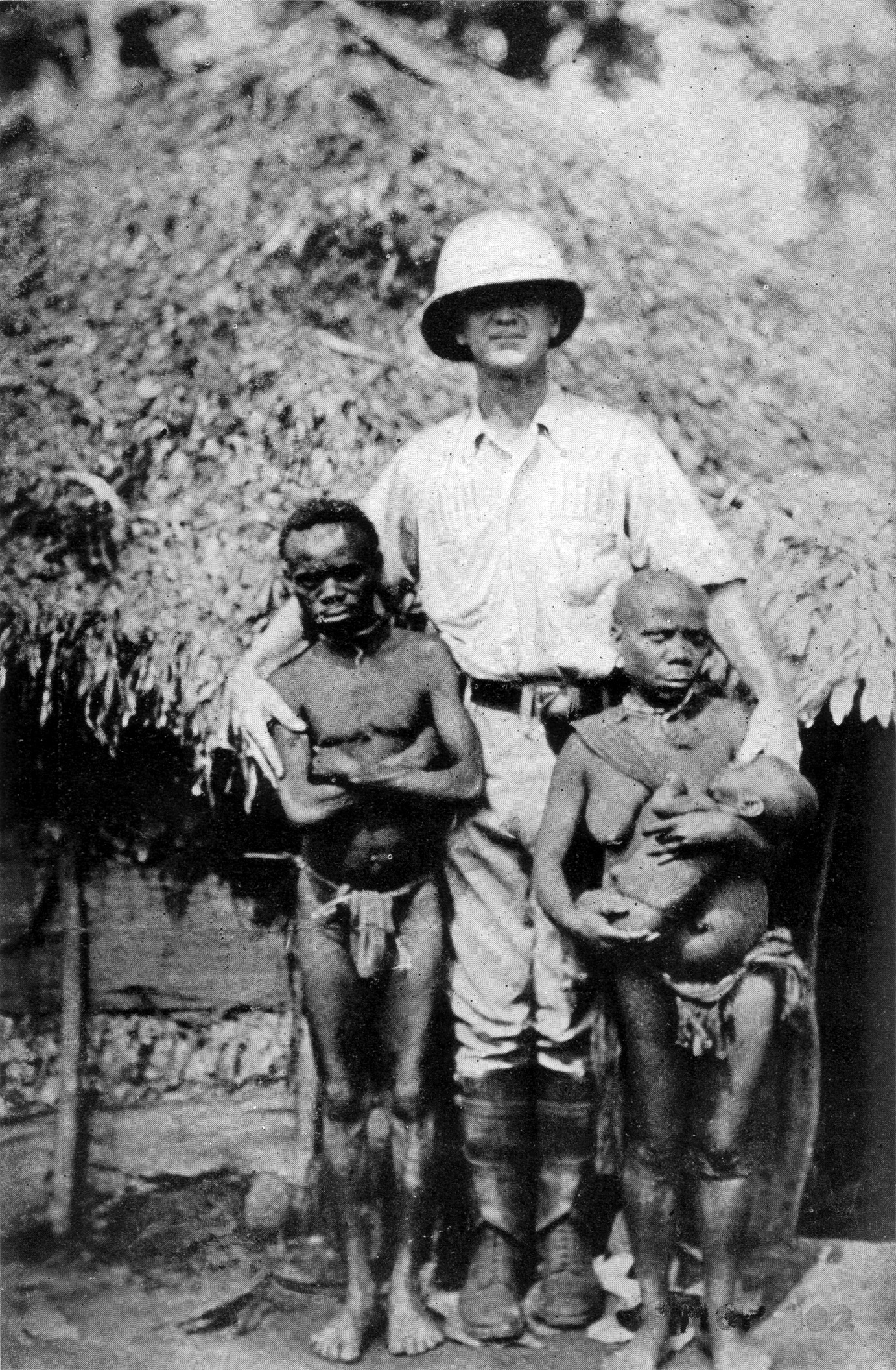
Pigmeos junto al Prof. K. G. Murphy. Algunos pigmeos eran exhibidos en zoológicos humanos, como Ota Benga en el Zoológico de Bronx, en Nueva York.

Geoffroy de Saint-Hilaire, director del Jardín Parisino de Aclimatación, decidió en 1877 organizar dos "exhibiciones etnológicas", presentando Nubas e Inuit. El público de Jardín Parisino se duplicó, con un millón de entradas pagadas en ese año, un gran logro para esos tiempos. Entre 1877 y 1912, aproximadamente treinta "exhibiciones etnológicas" fueron presentadas en el Jardin zoologique d'acclimatation. Las "villas de negros" serían presentadas en la Feria Mundial de París de 1878 y 1879; la Feria Mundial de 1900 presentó el famoso diorama "viviendo" en Madagascar, mientras que las Exhibiciones Coloniales en Marsella (1906 y 1922) y en París (1907 y 1931) presentarían también seres humanos en jaulas, frecuentemente desnudo o semidesnudos. Las "villas senegalesas" nomádas también fueron creadas, mostrando así el poder del imperio colonial a toda la población.
En los Estados Unidos, Madison Grant, director de la Sociedad Zoológica de Nueva York, expuso al pigmeo Ota Benga en el Zoológico de Bronx junto con simios y otros animales en 1906. A instancias de Grant, un prominente científico racista (llamado así por ser seguidor de las teorías antropológicas del siglo XIX) y eugenetista, el director Hornaday, puso a Ota Benga en una jaula con un orangután y lo marcó como el "eslabón perdido" en un intento de demostrar el darwinismo, y en particular de que africanos como Ota Benga eran más cercanos a los monos que los europeos.
Tales exhibiciones coloniales, que incluyen la Exhibición del Imperio Británico de 1924 y la exitosa Exposición colonial de París de 1931, fueron indudablemente un elemento clave del proyecto de colonización y legitimaron la despiadada Disputa por África, del mismo modo que la popular tira cómica Las aventuras de Tintín, llena de clichés, fueron obviamente portadores de una ideología etnocéntrica y racista que fue la condición de consentimiento de las masas para el fenómeno imperialista. El trabajo de Hergé alcanzó la cima con historias como Tintín en el Congo (1930-1931) (Aunque cabe decir que paradójicamente, Hergé criticó al colonialismo europeo en Shanghái durante el periodo de entreguerras en El Loto Azul).
Mientras las tiras cómicas jugaban el mismo papel que los westerns para legitimar las Guerras Indias en Estados Unidos, las exhibiciones coloniales eran tanto populares como científicas, siendo una interfaz entre las masas y la investigación científica seria. Así, antropólogos como Madison Grant o Alexis Carrel formaron su racismo seudocientífico, inspirados por Un ensayo sobre la inequidad de las razas humanas de Joseph Arthur de Gobineau (1853-1855). Los zoológicos humanos proveían laboratorios para estas hipótesis raciales y además una demostración de validez: al etiquetar a Ota Benga como el "eslabón perdido" entre los simios y los europeos, el "darwinismo social" y la pseudo-jerarquía de las razas fueron simultáneamente "probados", y el lego podía observar esta "verdad científica".
La antropología, la hija de la colonización, participó en este presunto racismo científico basado en el darwinismo social respaldando, junto con el positivismo social y el cientifismo, los reclamos de superioridad de las civilizaciones occidentales sobre las "culturas primitivas". Sin embargo, el descubrimiento de culturas antiguas llevaría dialécticamente a la antropología a criticarse a sí misma y a revalidar la importancia de las culturas extranjeras. Así, la Expedición Punitiva de 1897 comandada por el almirante británico Harry Rawson capturó, incendió y saqueó la ciudad de Benín, incidentalmente llevando a su fin al altamente sofisticado Reino de Benín del África occidental. No obstante, el saqueo de Benín introdujo los famosos Bronces de Benín y otras obras de arte al mercado europeo de arte, ya que el Almirantazgo Británico subastó el patrimonio confiscado para costear los gastos de la expedición. La mayoría de los Bronces de Benín fueron adquiridos por compradores alemanes, aunque un grupo numeroso permanece en el Museo Británico. Los Bronces de Benín marcaron el inicio de la larga revalorización del valor de la cultura del África occidental, que tuvo fuertes influencias en la formación del modernismo.

Muchos estudios contemporáneos se han enfocado en la construcción del discurso racista en el siglo XIX y su propaganda como una condición previa del proyecto de colonización y del reparto de África, hecha totalmente sin el concernimiento de la población local, como ejemplificó Stanley: "los salvajes solo respetan la fuerza, el poder, la audacia y la decisión." La antropología, que estaba relacionada con la criminología, prosperó en estas exploraciones, al tener a la geografía ante ella y la etnología —que, junto con los estudios de Claude Lévi-Strauss, teorizaría la ilusión etnocéntrica— lo hizo también poco después. Según varios historiadores, la formación de este discurso racista y sus prácticas también serían una condición previa del "racismo de estado" (Michel Foucault) como fue encarnado por el Holocausto. La invención de los campos de concentración durante la Segunda Guerra de los Bóer también sería una innovación usada por el Tercer Reich.

### La exterminación de los Namaqua y los Herero

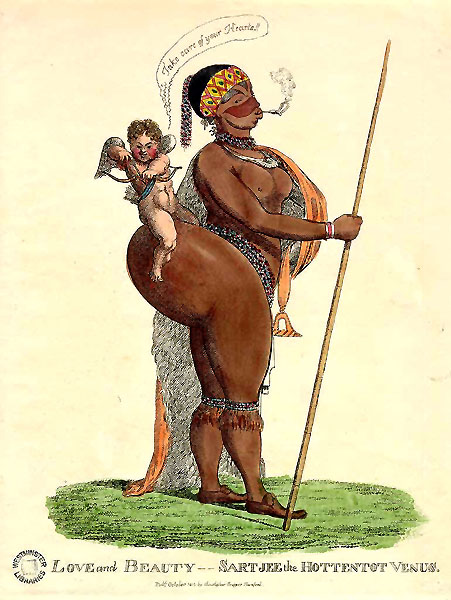
Una caricatura del de Saartje Baartman, una mujer Khoi-san que era exhibida desnuda en una jaula como una atracción complementaria en Inglaterra, ante la indignación de la Asociación Africana. Después de su muerte, sus genitales fueron diseccionados y moldeados en cera. Nelson Mandela solicitó formalmente a Francia el regreso de sus restos, que habían sido guardados en el Musée de l'Homme de París hasta 1974.

En 1985, el Informe de la ONU reconoció el intento de Alemania de exterminar los pueblos herero y namaqua del suroeste de África como uno de los primeros intentos de genocidio en el siglo XX. En total, unos 65 000 hereros (el 80 % de la población total de hereros) y 10 000 namaqua (50 % de la población total de namaquas) fueron asesinados entre 1904 y 1907. Una característica de este genocidio fue la muerte por inanición y el envenenamiento de pozos de las poblaciones herero y namaqua que estaban atrapadas en el desierto del Namib.

## Conclusiones
Durante el periodo neoimperialista, por el fin del siglo, Europa adquirió casi 23 millones de kilómetros cuadrados (9 millones de millas cuadradas) —un quinto de la superficie terrestre total— en posesiones coloniales. Las posesiones formales de Europa ahora incluían el continente africano entero excepto Etiopía, Liberia y Saguia el Hamra, lo que después integraría el Sahara español. Entre 1885 y 1914 el Reino Unido tomó cerca del 30 % de la población de África bajo su control, 15 % fue de Francia, 9 % de Alemania, 7 % de Bélgica y solo 1 % para Italia. Tan solo Nigeria aportó 15 millones de individuos, más que en toda el África Occidental Francesa o el Imperio colonial alemán entero. Fue paradójico que el Reino Unido, el incondicional defensor del libre comercio, emergió en 1914 no solo con el imperio de ultramar más extenso gracias a su prolongada presencia en la India, sino también con las mayores ganancias en el reparto de África, reflejando su ventajosa posición en su principio. En término de superficie ocupada, los franceses fueron los marginales vencedores pero mucho de su territorio consistía del escasamente poblado Sáhara.
El imperialismo político siguió a la expansión económica, con los "lobbies coloniales" apoyando al chovinismo y al jingoísmo en cada crisis a fin de legitimar la empresa colonial. Las tensiones entre las potencias imperiales llevaron a una sucesión de crisis, que finalmente explotaron en agosto de 1914, cuando las rivalidades previas y las alianzas crearon un efecto dominó que llevó a las más importantes naciones europeas a la guerra. Austria-Hungría atacó Serbia para vengar el asesinato del príncipe austriaco Francisco Fernando por parte de agentes serbios, Rusia se movilizaría para asistir a sus hermanos eslavos en Serbia, Alemania intervendría para ayudar a Austria-Hungría contra Rusia. Ya que Rusia tenía una alianza militar con Francia contra Alemania, la Plantilla General Alemana, comandada por el general von Moltke decidió realizar el bien preparado Plan Schlieffen para invadir Francia y rápidamente sacarlos de la guerra antes de enfrentarse a Rusia en lo que se esperaba que fuera una larga campaña. Esto requirió una invasión de Bélgica lo que trajo al Reino Unido a la guerra contra Alemania, Austria-Hungría y sus aliados. Las campañas U-Boot de Alemania contra los barcos hizo que el Reino Unido finalmente arrastrara a los Estados Unidos a lo que se había convertido en la Primera Guerra Mundial. Además, usando la Alianza Anglo-Japonesa como excusa, Japón aprovechó esta oportunidad de conquistar los intereses alemanes en China y el Pacífico para convertirse en la potencia dominante en el Pacífico Oeste, estableciendo el entorno para la segunda guerra sino-japonesa (que comenzó en 1937), y finalmente para la Segunda Guerra Mundial.

## Colonias africanas listadas por su potencia colonizadora

Mapa del África colonial en vísperas de la Primera Guerra Mundial (1914). Tras la conferencia de Berlín (1884-1885), Europa se repartió toda África, con la excepción de Abisinia (adjudicada a Italia pero que derrotó a los invasores) y Liberia (adjudicada a Estados Unidos, que le concedió la independencia inmediata). Hubo continuas tensiones entre países durante la colonización del continente, visto como muy desfavorable para Italia y Alemania y muy beneficioso para Francia y Reino Unido.

Mapa del África colonial en 1939, antes de iniciarse la Segunda Guerra Mundial.

Mapa del África colonial en 1947, después de finalizar la Segunda Guerra Mundial. Pocos años después se iniciaría la descolonización de África.

### Alemania
África Occidental Alemana
Kamerun (ahora Camerún y parte de Nigeria).
Togolandia (ahora Togo y parte de Ghana).
África Oriental Alemana (ahora Burundi, Ruanda y la mayor parte de Tanzania).
África del Sudoeste Alemana (ahora Namibia).

### Bélgica
Estado Libre del Congo, posteriormente Congo Belga (ahora República Democrática del Congo)
Ruanda-Urundi

### España
Marruecos español (ahora parte de Marruecos)
África Occidental Española
Sahara español (ahora Sáhara Occidental)
Ifni (ahora parte de Marruecos)
Cabo Juby (ahora parte de Marruecos)
Guinea española (ahora Guinea Ecuatorial)

### Francia
África del Norte Francesa
Argelia francesa
Marruecos francés (ahora mayor parte de Marruecos)
Túnez francés
África Occidental Francesa
Alto Volta francés (actual Burkina Faso)
Camerún francés
Costa de Marfil francesa
Dahomey francés (actual Benín)
Guinea francesa
Mauritania
Níger
Senegal francés
Sudán francés (actual Malí)
África Ecuatorial Francesa
Chad francés
Congo Medio (actual República del Congo)
Gabón francés
Ubangui-Chari (actual República Centroafricana)
Somalia francesa (ahora Yibuti)
Madagascar francés
Islas Comoras

### Italia
África del Norte Italiana (ahora Libia)
África Oriental Italiana
Eritrea italiana
Somalia Italiana (ahora Somalia)

### Portugal
África Occidental Portuguesa (ahora Angola)
África Oriental Portuguesa (ahora Mozambique)
Guinea portuguesa (ahora Guinea-Bisáu)
Cabo Verde
Santo Tomé y Príncipe
San Juan Bautista de Ajudá (enclave ubicado en la costa de Dahomey)

### Reino Unido
Los británicos estaban principalmente interesados en mantener líneas de comunicación seguras con la India, que los llevaron a interesarse por Egipto y Sudáfrica. Una vez que estas dos áreas estaban seguras, fue el intento de colonizadores británicos como Cecil Rhodes de establecer el ferrocarril de Cabo-Cairo.
Camerún
Egipto
Sudán Anglo-Egipcio (ahora Sudán y Sudán del Sur)
África Oriental Británica
Kenia
Uganda
Zanzíbar (ahora parte de Tanzania)
África Occidental Británica
Sierra Leona
Gambia
Costa de Oro británica (ahora Ghana)
Somalilandia británica
Rodesia del Sur (ahora Zimbabue)
Rodesia del Norte (ahora Zambia)
Bechuanalandia (ahora Botsuana)
Unión Sudafricana (ahora Sudáfrica)
Mauricio
Nigeria
Nyasalandia (ahora Malaui)

### Estados independientes
- Liberia, fundada por la Sociedad Americana de Colonización de los Estados Unidos en 1821. Declaró su independencia en 1847.
- Etiopía (Abisinia), sus fronteras fueron trazadas de nuevo con la Eritrea Italiana, Somalia Francesa, Somalilandia británica y Somalia Italiana, brevemente ocupada por Italia desde 1936 hasta 1941 durante la Crisis de Abisinia de la Segunda Guerra Mundial.